# 朱秉煥
朱 秉煥（チュ・ビョンファン、朝鮮語: 주병환、1904年8月5日 - 1986年7月13日）は、大韓民国の公務員、実業家、政治家。第4・5代韓国国会議員。本貫は新安朱氏。カトリック教徒。号は星菴。
実業家の朱仁龍は5親等の甥で、実業家で元国会議員の朱鎮旴は再従孫。

## 経歴
慶尚北道星州郡のカトリック信者の家庭に生まれた。1926年、京城帝国大学法学部卒。米軍政庁中央庁保健厚生部長署理、国会専門委員、天主教会報編集同人、大韓天主教総連盟委員長、民主党結党準備委員会委員・中央委員・慶北道党委員長、大邱毎日新聞社長を務めた。
張勉とは宗教・政党生活を通じて親しくなった。また、兪鎮午とも親交があった。
1986年7月13日、大邱市西区の自宅で持病により死去。82歳没。